# 쁘라웻

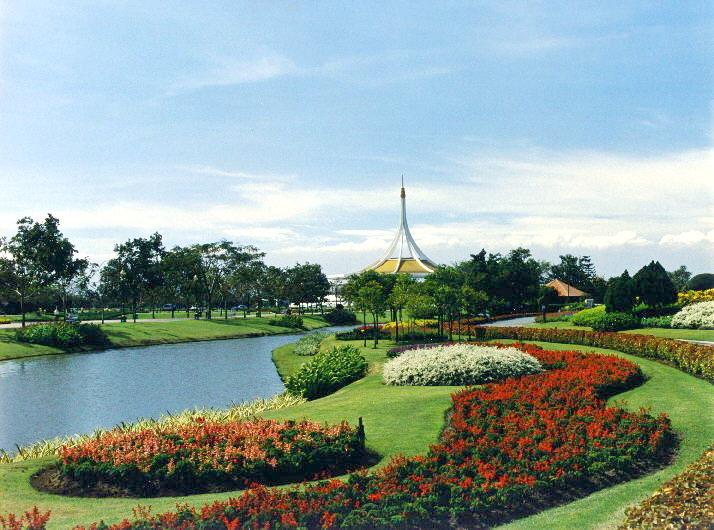

쁘라웻(태국어: ประเวศ, Prawet district)은 방콕의 행정 구역이다. 이 지역의 총 인구 수는 2017년 기준으로 175,656명이다. 인구 밀도는 3,345.82km2이다.

## 행정 구역
| 1. | Prawet   | ประเวศ  |  |
| 2. | Nong Bon | หนองบอน |  |
| 3. | Dokmai   | ดอกไม้   |  |